# گروه انتشاراتی گرینوود
گروه انتشاراتی گرینوود (انگلیسی: Greenwood Publishing Group) ناشری آموزشی و دانشگاهی (از راهنمایی تا دانشگاه) است که در ۱۹۶۷ به عنوان انتشارات گرینوود تأسیس شده است. دفتر مرکزی ایت انتشارات در وستپورت، کنتیکت قرار دارد. کتاب‌های مرجع این گروه تحت نام گرینوود منتشر می‌شود و کتاب‌های علمی، تخصصی و عمومی تحت عنوان پریگر پابلیشرز.